# Sulpicius Alexander
Sulpicius Alexander, parfois francisé en Sulpice Alexandre, est un historien romain de l'Antiquité tardive qui vécut à la fin du IVe et au début du Ve siècle.
On connait peu de choses de la vie de Sulpicius Alexander. Il est l'auteur d'une Histoire jusqu'à la mort de l'empereur romain Valentinien II en 392, ouvrage perdu mais dont des fragments ont été conservés par Grégoire de Tours, dans son Histoire des Francs.